# Santiago Maior (Beja)
Santiago Maior is een plaats (freguesia) in de Portugese gemeente Beja en telt 7 855 inwoners (2001).